# Cotã
Cotã (em uigur: خوتەن; romaniz.: Ḫotǝn; chinês: 和田, pinyin: Hétián, formalmente: chinês simplificado: 和阗; chinês tradicional: 和闐) é uma cidade oásis está situada a 1410 m acima do nível do mar (sendo o oásis mais alto da Bacia do Tarim), entre dois rios: o rio Ioruncas (Rio do Jade Branco) a leste e o rio Caracas (Rio do Jade Preto) ao oeste, é a capital da jurisdição de Hotã, Sinquião, China. 
Com uma população de 114.000 pessoas (2006), Cotã é a maior cidade da margem sul do deserto de Taclamacã e da Bacia do Tarim. Situa-se na margem norte da cordilheira Cunlum, que é cortada pelas passagens Sanju, Hindutague e Ilchi.

A cidade, localizada ao sudeste de Iarcanda, é ocupada quase que exclusivamente pelos uigures, é um centro secundário de agricultura e foi um importante ponto de parada no braço sul da histórica Rota da Seda. 

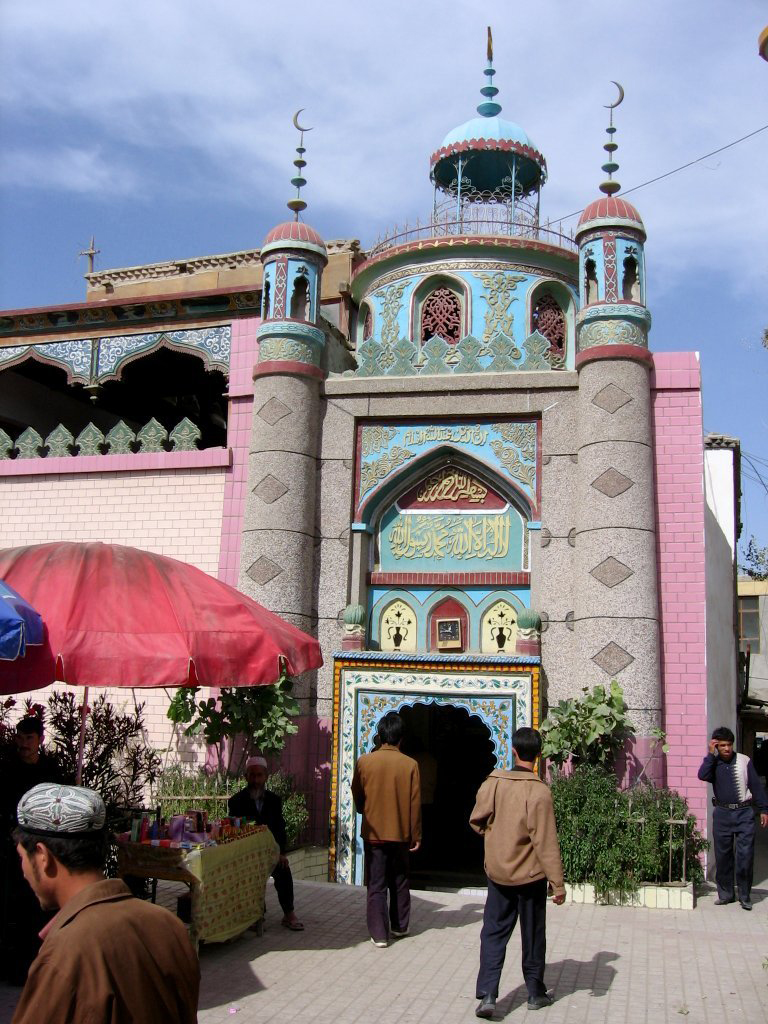
Mesquita em Hotan

Cotã sempre foi dependente de dois grandes rios, o Caracas e o Ioruncas, que forneciam a água necessária para a sobrevivência de toda a fronteira sudoeste do vasto deserto de Taclamacã. O Ioruncas continua fornecendo água e irrigação para a cidade e o oásis.
Na cidade é possível observar práticas o artesanais antigas utilizadas por lá por cerca de dois milênios, como seda feita a mão a partir de casulos, ou o processo em uma fábrica mecanizada da década de 1950. Outras práticas artesanais são a confecção de são joias de jade e a fabricação manual de papel feito a partir da casca da de amoreira e de plantas do deserto.

## Ligações Externas
- Mapa que destaca a localização de Hotan em Xinjiang.